# Nalika
Nalika ali analogija  v zgodovinskem jezikoslovju je neredovit neglasovni dejavnik, kjer ene oblike paradigme vplivajo na druge; s tem se povečuje glasovna in oblikoslovna podobnost med oblikoslovno ali skladenjsko ali pomensko sorodnimi besedami (primer: slov. premena t z j pri primerniku pridevnika kratek : krajši po zgledu sladek : slajši zaradi podobnosti v obliki kratka : sladka;  stan. premena [z]/[s] : [r] (cēosan : gecoren) > an. [z] : [z] (choose : chosen), vendar was : were – tu je vidna neredovitost).